# Домашня кухня (мережа)
Домашня кухня — колишня мережа ресторанів швидкого харчування у Києві, що працювала за системою «Quick & Casual». Наразі[коли?] пропонує виключно послуги кейтерингу.

## Історія
В березні 2000 року в центрі Києва був відкритий перший ресторан «Домашня кухня». Відразу після відкриття їдальню відвідували 3-4 тисячі осіб щодня.
У середині 2000-х років недовгий час мережа мала один ресторан у Дніпропетровську, що працював за системою франчайзингу.
У 2008 році мережа налічувала п'ять закладів та один пивний ресторан «Пиваріум», усі розташовані у столиці.

## Меню
Меню ресторану «Домашня кухня» складене з урахуванням звичного, повсякденного, домашнього харчування сучасного містянина з середнім достатком.